# Bjurslättskyrkan
Bjurslättskyrkan är en grekisk-ortodox kyrkobyggnad i stadsdelen Kvillebäcken på Hisingen i Göteborg. Den var tidigare en kyrka i nuvarande Lundby församling, men tillhör sedan 1998 den grekisk-ortodoxa kyrkan.

## Kyrkobyggnaden
Kyrkobyggnaden invigdes 1973 och ligger i ett villaområde. Det är en så kallad vandringskyrka som restes 1966 som Länsmansgårdens kyrka, men flyttades till nuvarande plats i samband med att Länsmansgården 1972 fick sin permanenta kyrka. 
Sedan 1978 är kyrkan sammanbyggd med församlingshemmet, som ritats av Leif Sördal.
Kyrkan såldes 1998 till den grekisk-ortodoxa kyrkan i Göteborg.